# Liste der Biografien/Ia
Liste der Biografien |
Portal Biografien |
Personensuche
# |
A |
B |
C |
D |
E |
F |
G |
H |
I |
J |
K |
L |
M |
N |
O |
P |
Q |
R |
S |
T |
U |
V |
W |
X |
Y |
Z |
?
 
Ia |
Ib |
Ic |
Id |
Ie |
If |
Ig |
Ih |
Ii |
Ij |
Ik |
Il |
Im |
In |
Io |
Ip |
Iq |
Ir |
Is |
It |
Iu |
Iv |
Iw |
Ix |
Iy |
Iz
Die Liste der Biografien führt alle Personen auf, die in der deutschsprachigen Wikipedia einen Artikel haben. Dieses ist eine Teilliste mit 122 Einträgen von Personen, deren Namen mit den Buchstaben „Ia“ beginnt.

## Ia
- Ia, christliche Heilige

### Iab
- Iabtet, Prinzessin der altägyptischen 4. Dynastie

### Iac
- Iacchelli, Selenia (* 1986), kanadische Fußballspielerin
- Iacchetti, Giulio (* 1966), italienischer Designer
- Iacchini, Nello (1919–1977), italienischer Partisan der Resistenza
- Iachello, Francesco (* 1942), italienischer Physiker
- Iachini, Giuseppe (* 1964), italienischer Fußballspieler und -trainer
- Iachino, Angelo (1889–1976), italienischer Admiral
- Iachino, Matteo (* 1989), italienischer Windsurfer
- Iacob, Ioan (* 1954), rumänisch-deutscher bildender Künstler
- Iacob, Ioana (* 1980), rumänische Schauspielerin
- Iacob, Victoraș (* 1980), rumänischer Fußballspieler
- Iacob-Ridzi, Monica (* 1977), rumänische Politikerin, MdEP
- Iacobescu, Antonia (* 1989), rumänisch-US-amerikanische R&B- und Soul-SängerinAntonia Iacobescu (* 1989)

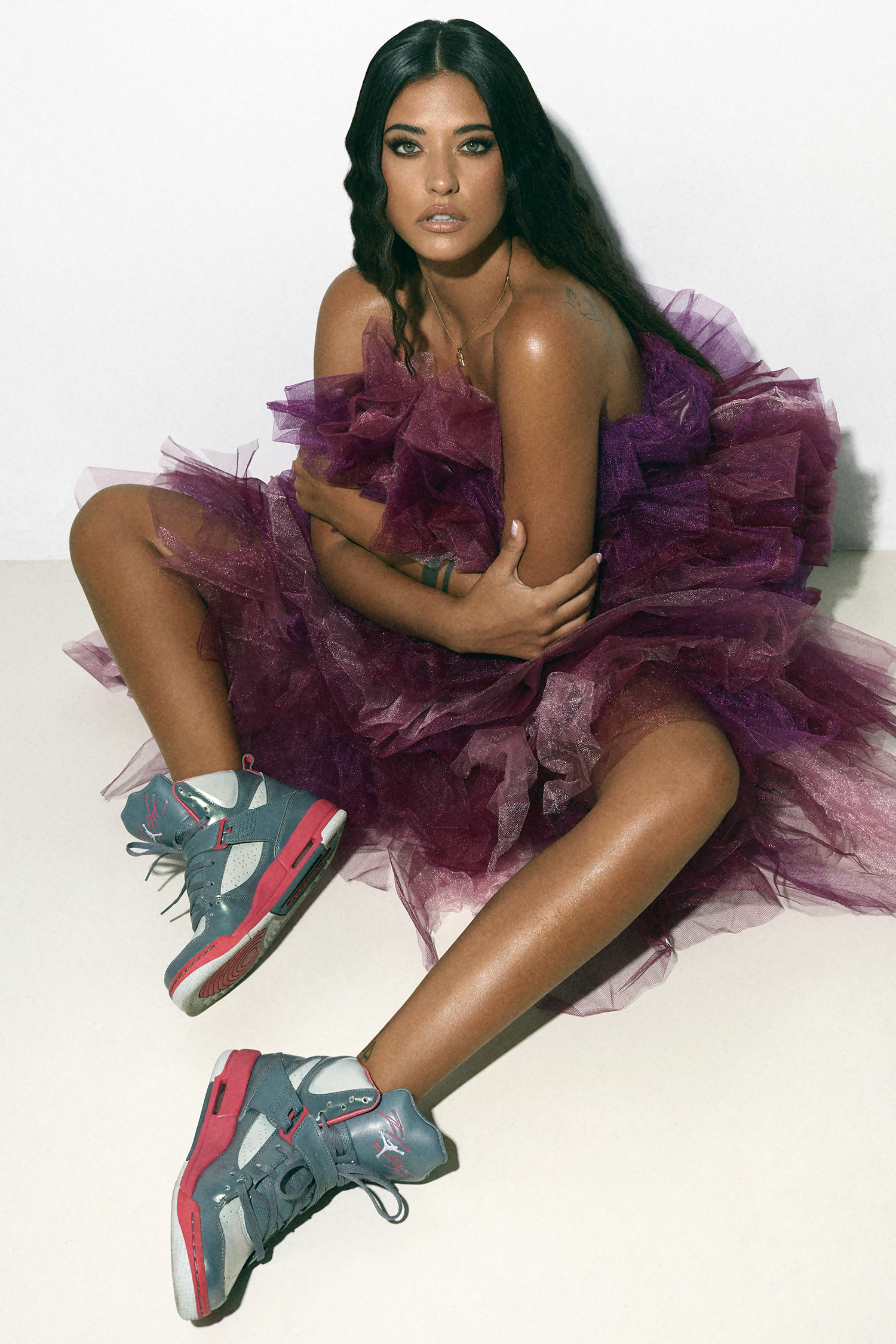
Antonia Iacobescu (* 1989)

- Iacobescu, Dorel (* 1946), rumänischer Schauspieler
- Iacobescu, Katharina (* 1986), deutsche Synchronsprecherin
- Iacobici, Iosif (1884–1952), rumänischer General und Kriegsminister
- Iacocca, Lee (1924–2019), US-amerikanischer UnternehmerLee Iacocca (1924–2019)

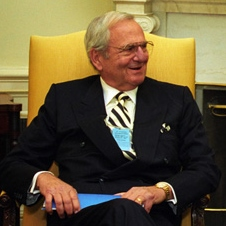
Lee Iacocca (1924–2019)

- Iacolino, Salvatore (* 1963), italienischer Politiker, MdEP
- Iaconelli, Carlos (* 1987), brasilianischer Autorennfahrer
- Iaconis, Maria Eufrasia (1867–1916), italienische römisch-katholische Ordensfrau
- Iacono, Angelo (* 1937), italienischer Filmproduzent
- Iacono, Christoph (* 1972), deutscher Pianist, Komponist, Theater- und Bühnenmusiker
- Iacono, David (* 2002), amerikanischer Schauspieler
- Iacono, Paul (* 1988), US-amerikanischer Schauspieler und Dramaturg
- Iacopetta, Brunello (* 1984), Schweizer Fußballspieler und -trainer
- Iacopone da Todi († 1306), religiöser Lyriker
- Iacoponelli, Pierre (1924–2011), französischer Radrennfahrer
- Iacoviello, Louis, US-amerikanischer Schauspieler, Synchronsprecher und Filmproduzent
- Iacovitti, Alex (* 1997), schottischer Fußballspieler
- Iacovo, Esteban De (* 1996), uruguayischer Fußballspieler
- Iacovou, Georgios (* 1938), zyprischer Diplomat und Politiker
- Iacub, Marcela (* 1964), argentinisch-französische Autorin
- Iacuzzo, Katia (* 1975), italienische Gewichtheberin

### Iad
- Iadisernia, Giuseppe (* 1957), venezolanischer Pferdetrainer und Pokerspieler

### Iaf
- Iafallo, Alex (* 1993), US-amerikanischer Eishockeyspieler
- Iafrate Danielsson, Maja-Li (* 2006), französische Snowboarderin
- Iafrate, Al (* 1966), US-amerikanischer Eishockeyspieler

### Iag
- Iagăr, Monica (* 1973), rumänische Leichtathletin
- Iagnemma, Karl (* 1972), US-amerikanischer Robotiker und Schriftsteller
- Iagnocco, Annamaria (* 1961), italienische Ärztin, Rheumatologin, Wissenschaftlerin und Hochschullehrerin
- Iago (* 1997), brasilianischer Fußballspieler
- Iago ab Idwal († 979), König von Gwynedd
- Iagoraschwili, Wachtang (* 1964), sowjetischer Pentathlet

### Iah
- Iahuat, James (1959–2021), vanuatuischer Boxer

### Iai
- Iai, altägyptischer Bildhauer
- Iaia, griechische Malerin
- Iaies, Adrián (* 1960), argentinischer Jazz- und Tangopianist und Komponist

### Iak
- Iakobischwili, Surabi (* 1992), georgischer Ringer
- Iakopo, Filomenaleonisa (* 2006), Leichtathletin aus Amerikanisch-Samoa
- Iakovakis, Periklis (* 1979), griechischer Hürdenläufer
- Iakovidis, Agathonas (1955–2020), griechischer Rembetikosänger
- Iakovidis, Spyros (1923–2013), griechischer Klassischer Archäologe
- Iakovos von Amerika (1911–2005), Primas der griechisch-orthodoxen Erzdiözese von Nord- und Südamerika

### Ial
- Ialá, Kumba (1953–2014), guinea-bissauischer Politiker, Präsident von Guinea-Bissau
- Ialghusidse, Ioane (1775–1830), georgisch-ossetischer Schriftsteller
- Iallius Bassus, Quintus, römischer Suffektkonsul (158)

### Iam
- Iamachkine, Anastasia (* 2000), peruanische Tennisspielerin
- Iamblichos, griechischer Romanautor
- Iamblichos I. († 31 v. Chr.), Sohn des Sampsigeramos I.
- Iamblichos von Chalkis, griechischer PhilosophIamblichos von Chalkis
- Iambulos, antiker Autor

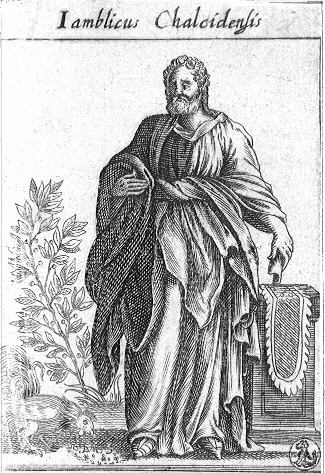
Iamblichos von Chalkis

- IAMDDB (* 1996), britische Musikerin
- Iamsu! (* 1989), US-amerikanischer Rapper
- Iamudom, Natawat (* 2003), thailändischer Sprinter

### Ian
- Ian, Janis (* 1951), US-amerikanische Sängerin und Songschreiberin
- Ian, Scott (* 1963), US-amerikanischer RockmusikerScott Ian (* 1963)

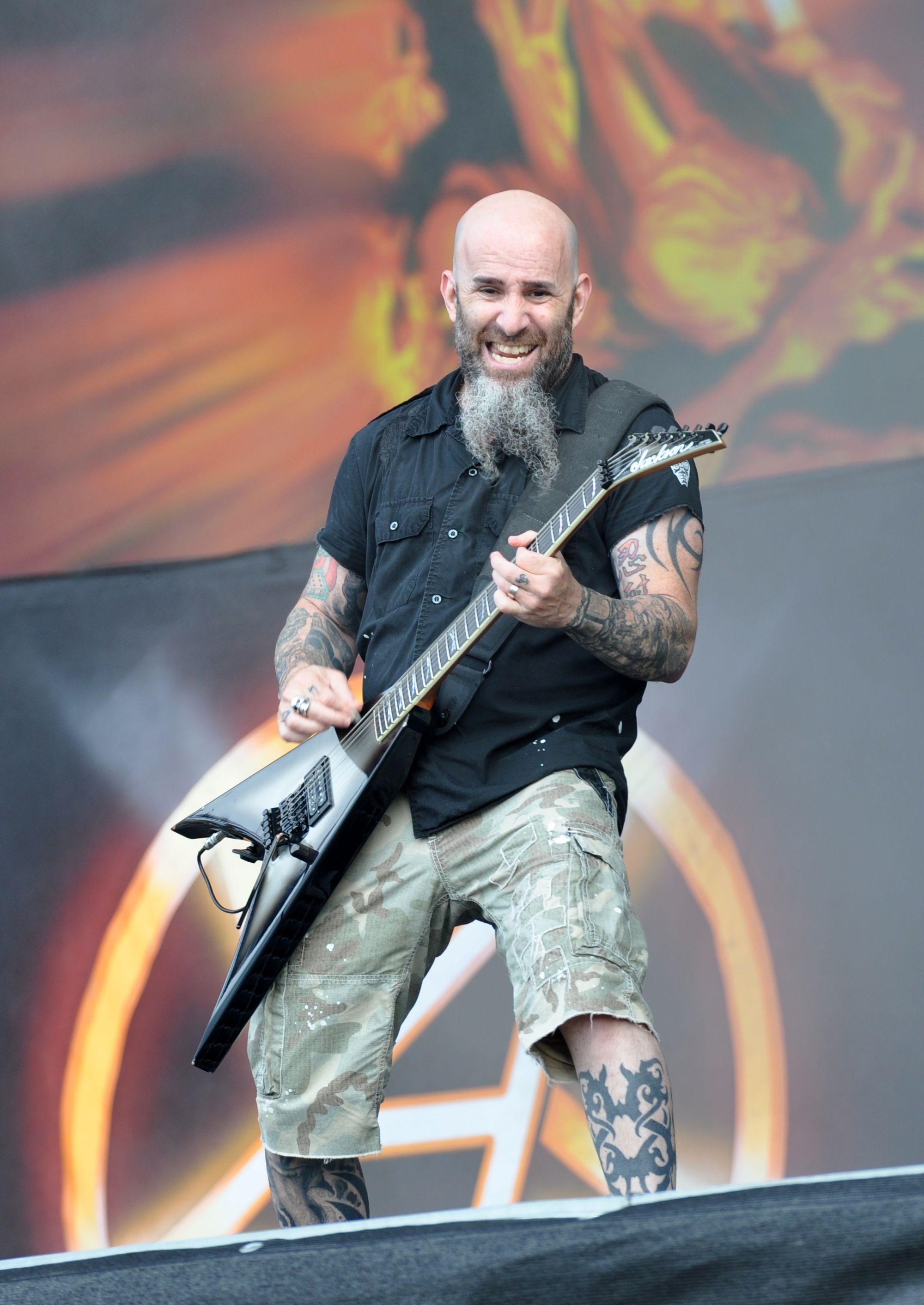
Scott Ian (* 1963)

- Ianău, Narcis Iustin (* 1995), rumänischer Sänger
- Iancu Sasul († 1582), Fürst des Fürstentums Moldau
- Iancu, Avram (1824–1872), rumänischer Revolutionär
- Iancu, Gabriel (* 1994), rumänischer Fußballspieler
- Ianculescu, Alexandra (* 1991), rumänisch-kanadische Eisschnellläuferin und Radsportlerin
- Iandoli, Alessandro (* 1984), schweizerisch-italienischer Fußballspieler
- Ianieri, Franco (1939–2016), italienischer Politiker
- Ianke, Bjørn (1948–2002), norwegischer klassischer Kontrabassist
- Iankoschwili, Natela (1918–2008), georgische Malerin
- Iannaccone, Anthony (* 1943), US-amerikanischer Komponist und Musikpädagoge
- Iannaccone, Laurence R. (* 1954), US-amerikanischer Ökonom
- Iannas, altägyptischer König der 15. Dynastie
- Iannella, Sandy (* 1987), italienische Fußballspielerin
- Iannetta, Alain (* 1953), französischer Autorennfahrer
- Iannetta, Romain (* 1979), französischer Autorennfahrer
- Iannetti, Massimo (* 1982), italienischer Radrennfahrer
- Ianni, Gaetano (* 1948), italienischer Mafiaboss
- Ianni, Stefano (* 1981), italienischer Tennisspieler
- Ianni, Tayt (* 1971), US-amerikanischer Fußballspieler
- Ianniello, Enrico (* 1970), italienischer Schauspieler, Theaterregisseur, Schriftsteller und Übersetzer
- Iannone, Andrea (* 1989), italienischer MotorradrennfahrerAndrea Iannone (* 1989)

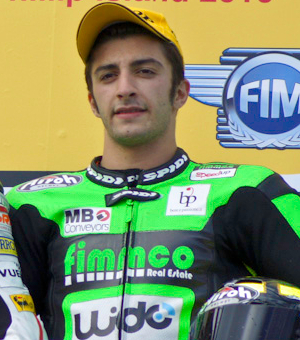
Andrea Iannone (* 1989)

- Iannone, Carol (* 1948), amerikanische Literaturkritikerin und Journalistin
- Iannone, Dorothy (1933–2022), US-amerikanische Malerin, Grafikerin, Objekt- und Videokünstlerin
- Iannone, Fabien (* 1990), Schweizer Jazzmusiker (Kontrabass, Synthesizer)
- Iannone, Filippo (* 1957), italienischer römisch-katholischer Geistlicher, Kurienerzbischof
- Iannone, Patrick (* 1982), italo-kanadischer Eishockeyspieler
- Iannotta, Clara (* 1983), italienische Komponistin
- Iannotta, Kevin (* 1993), deutscher Schauspieler
- Iannotta, Sandro (* 1998), deutscher Schauspieler und Synchronsprecher
- Iannotti, Nicola (* 1984), italienischer Fußballspieler
- Iannucci, Antonio (1914–2008), italienischer Geistlicher, römisch-katholischer Bischof
- Iannucci, Armando (* 1963), britischer Komiker, Regisseur und ProduzentArmando Iannucci (* 1963)

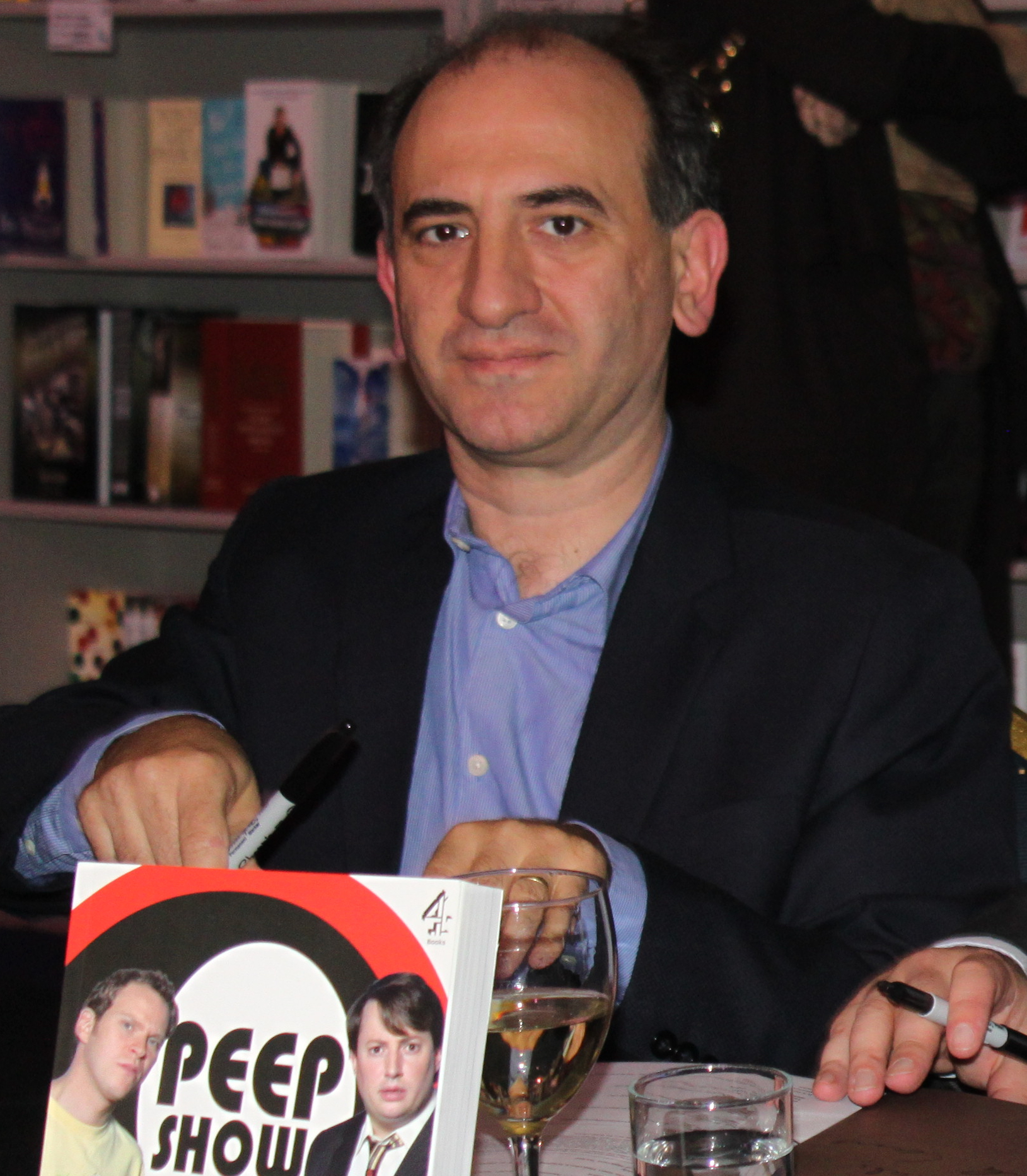
Armando Iannucci (* 1963)

- Iannuzzi, Sabino (* 1969), italienischer Ordensgeistlicher, römisch-katholischer Bischof von Castellaneta
- Ianoș, Liviu (* 1968), rumänischer Handballtorwart und -trainer
- Ianoșiu-Hangan, Ileana (* 1969), rumänische Biathletin und Skilangläuferin
- Ianu, Cristian (* 1983), rumänischer Fußballspieler
- Ianuaris, antiker römischer Toreut
- Ianzelo, Tony (* 1935), kanadischer Kameramann und Filmregisseur

### Iap
- Iapichino, Dennis (* 1990), Schweizer Fussballspieler
- Iapichino, Larissa (* 2002), italienische Weitspringerin

### Iaq
- Iaquinta, Vincenzo (* 1979), italienischer Fußballspieler

### Ias
- Iaschwili, Aleksandre (* 1977), georgischer FußballspielerAleksandre Iaschwili (* 1977)
- Iasen, altägyptischer Beamter

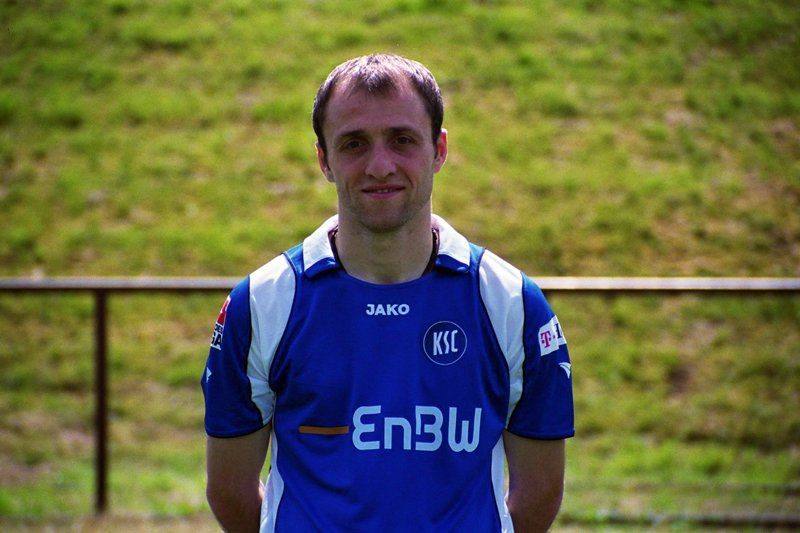
Aleksandre Iaschwili (* 1977)

- Iashaish, Hussein (* 1995), jordanischer Amateurboxer im Superschwergewicht
- Iashaish, Zeyad (* 1998), jordanischer Boxer
- Iasonos, Elena (* 1972), zypriotische Badmintonspielerin
- Iasonos, Maria (* 1950), zypriotische Badmintonspielerin

### Iat
- Iatika, Henriette (* 1985), vanuatuische Beachvolleyballspielerin
- Iatridis, Georgios, griechischer Fechter
- Iatrou Morgan, Mildred, US-amerikanische Tontechnikerin
- Iatrou, Miltiadis, griechischer Radsportler, Olympiateilnehmer
- Iatteri, Giampiero (1941–2004), italienischer Amateurastronom und Asteroidenentdecker

### Iav
- Iavolenus Calvinus, Gaius, römischer Suffektkonsul
- Iavolenus Priscus, Lucius, römischer Suffektkonsul 86 und Jurist

### Iaw
- Iawak, Kerry (* 1996), vanuatuischer Fußballspieler